# Mouritz Mørk Hansen
Mouritz Mørk Hansen (født 28. september 1815 i Todbjerg ved Aarhus, død 18. august 1895 i Vonsild) var en dansk præst og politiker og han var stærkt engageret i det sønderjyske spørgsmål. Han var far til arkitekten V.J. Mørk-Hansen og forstmanden Kristian Erhardt Mørk-Hansen.
Han blev student i 1835 fra Nykøbing Katedralskole og cand.teol. i 1840. De næste 4 år var han mest beskæftiget med historiske og teologiske studier og undervisning i København. Derefter blev han hjælpepræst i Nykøbing Falster. Han valgtes til den grundlovgivende rigsdag for Maribo Amts 5. kreds i 1848, men stillede aldrig op til den ordinære Rigsdag). 1850 blev han sognepræst til Felsted ved Aabenraa, hvorefter hans hovedfokus var ved Sønderjylland og de sønderjyske interesser. Han var i Sønderjylland dybt engageret i det slesvigske spørgsmål og blev derfor 1859 medlem af den slesvigske stænderforsamling, valgt i 1. distrikt. I stænderforsamlingen talte han det danske mindretals sag og forsvarede sprogreskripterne mellem de to slesvigske krige. Han blev stærkt knyttet til Theodor August Jes Regenburg og Mørk Hansen endte med at blive arresteret af tyskerne pga. hans politiske orientering. Det skete flere gange under 2. Slesvigske Krig. Den 23. juli 1864 blev han tilmed afskediget. 1865 blev han valgt som repræsentant i Rigsrådets Folketing og 1866 blev han sognepræst i Vonsild og Dalby.
Han var personlige venner med J.P. Junggreen og Gustav Johannsen, der begge drog nytte af hans historiske viden og efter de sønderjyske foreninger dannelse, blev han, en ofte brugt som ordfører ved møderne og endelig i 1892 blev han udnævnt til æresmedlem af De samvirkende sønderjyske foreningers overbestyrelse.
Mørk Hansen blev titulær stiftsprovst 1894, Ridder af Dannebrog 1860 og Dannebrogsmand 1887.
Han er begravet i Vonsild. På Skamlingsbanken blev der den 30. juni 1899 afsløret et mindesmærke for Mouritz Mørk Hansen udført af arkitektsønnen og med bronzerelief af Anne Marie Carl Nielsen (her er hans navn stavet "Mourits").
Han er desuden portrætteret på Constantin Hansens maleri fra 1860-64 af Den grundlovgivende Rigsforsamling (Frederiksborgmuseet). Træsnit 1871 og af H.P. Hansen 1885
- Mindesten på Skamlingsbanken